# Agnés Pedrós Alpicat
Agnés Pedrós Alpicat (Montcada, 1388 – Cartoixa de Porta Coeli, 1428) coneguda després de la seua mort com a venerable Agnés de Montcada (o també Agnès i Inés) va ser una anacoreta valenciana.
Explica la tradició que, moguda per una gran vocació religiosa, va intentar entrar en la Cartoixa de Porta Coeli fent-se passar per un home. L'engany va ser ràpidament descobert i la jove va ser immediatament expulsada de la cartoixa. Per eixa raó, va cercar un refugi proper al lloc on poder tindre una vida de retir i oració. Després de descartar altres coves, finalment es va establir en una de coneguda hui com la cantera de la Venerable Agnés. És una cavitat de dos metres per cinquanta centímetres que donava entrada a un espai de no més de cinc metres quadrats; allí va viure allunyada del món durant vint anys, fins a la seua mort en 1428. L'indret és conegut i visitat per seguidors de l'anacoreta i s'hi poden veure diverses inscripcions, un altar i taulells commemoratius.